# 高校野球ダイジェスト (テレビ埼玉)
『高校野球ダイジェスト』（こうこうやきゅうダイジェスト）は、テレビ埼玉で毎年7月の全国高等学校野球選手権埼玉大会期間中に放送されているスポーツニュース番組である。

## 概要
1987年に15分（23:15 - 23:30）の『高校野球ニュース』としてスタート。1988年に『高校野球ダイジェスト』に改題。1989年より1995年まで、朝の時間帯の再放送枠は『モーニング高校野球』として独立して放送されていたことがあった。
埼玉県営大宮公園野球場を中心に、埼玉県内の各野球場で行われた試合のハイライトシーンと、 全試合の結果を紹介する。また、大会に臨むまでの日々の練習や、球児を支えてきたマネージャー等へのインタビューで構成するドキュメンタリー特集コーナー「それぞれの夏物語」、準決勝開催日の放送では試合後の敗退したチームの監督の労いの言葉や主将の関係者への挨拶を紹介する「ラストメッセージ」を放送する。
また、2023年から2024年は埼玉県内の高校の放送部・放送委員会に所属している現役高校生を「高校生リポーター」として、試合後の選手インタビューなどで登場している（各日日替わりで1～2名出演）。

## 歴代出演者
| 放送年 | 出演者                                                                          |
| ------ | ------------------------------------------------------------------------------- |
| 1987年 |                                                                                 |
| 1988年 | 佐貫洋一・池本弘三                                                              |
| 1989年 | 佐貫洋一・吉沢直美                                                              |
| 1990年 | 佐貫洋一・池本弘三                                                              |
| 1991年 | 佐貫洋一・池本弘三・上野晃                                                      |
| 1992年 | 佐貫洋一・池本弘三・上野晃                                                      |
| 1993年 | 佐貫洋一・池本弘三・上野晃                                                      |
| 1994年 | 佐貫洋一・池本弘三・上野晃・渡邊哲夫 『モーニング高校野球』：松並美佳・吉沢直美 |
| 1995年 | 佐貫洋一・池本弘三・上野晃・渡邊哲夫 『モーニング高校野球』：松並美佳・吉沢直美 |
| 1996年 | 竹節まゆみ・西口美佳                                                            |
| 1997年 | 高橋花代子・村山真理子                                                          |
| 1998年 |                                                                                 |
| 1999年 |                                                                                 |
| 2000年 | 岡田紀子                                                                        |
| 2001年 |                                                                                 |
| 2002年 |                                                                                 |
| 2003年 |                                                                                 |
| 2004年 |                                                                                 |
| 2005年 |                                                                                 |
| 2006年 |                                                                                 |
| 2007年 |                                                                                 |
| 2008年 |                                                                                 |
| 2009年 | 熊谷龍一・佐藤佳保里・五十嵐愛                                                  |
| 2010年 | 金沢歩・武裕美                                                                  |
| 2011年 | 五十嵐愛・大西蘭                                                                |
| 2012年 | 福山知沙・加藤多佳子                                                            |
| 2013年 | 福山知沙・武藤乃子・増田美香・仁科美咲                                          |
| 2014年 | 当日の実況担当アナウンサーの内から1名・堀江聖夏・荒井沙織                       |
| 2015年 | 室川慎也・川口智美・真鍋杏奈                                                    |
| 2016年 | 室川慎也・林藍菜・竹村優香                                                      |
| 2017年 | 室川慎也・久下真以子・野牛あかね                                                |
| 2018年 | 室川慎也・原谷由衣・新田朝子                                                    |
| 2019年 | 神田穣・加藤響子・平川沙英                                                      |
| 2020年 | 神田穣・髙須啓睦                                                                |
| 2021年 | 神田穣・後藤万里子・堀之内優                                                    |
| 2022年 | 神田穣・大堀結衣・堀江舞                                                        |
| 2023年 | 神田穣・堀江舞                                                                  |
| 2024年 | 中山翔貴・りゅうせい（みたらし祭り）・石井祐里枝・今成亮太                      |
| 2025年 | 雫石将克・坂本奈都美・今成亮太                                                  |

## 放送時間
| 放送年 | 本放送        | 再放送（翌日） |
| ------ | ------------- | -------------- |
| 1987年 | 23:15 - 23:30 |                |
| 1988年 | 22:30 - 23:00 | 8:15 - 8:45    |
| 1989年 | 22:30 - 23:00 | 7:30 - 8:00    |
| 1990年 | 22:30 - 23:00 | 7:00 - 7:30    |
| 1991年 | 22:30 - 23:00 | 7:00 - 7:30    |
| 1992年 | 22:30 - 23:00 | 7:00 - 7:30    |
| 1993年 | 22:30 - 23:00 | 7:00 - 7:30    |
| 1994年 | 22:30 - 23:00 | 7:00 - 7:30    |
| 1995年 | 22:30 - 23:00 | 7:00 - 7:30    |
| 1996年 | 22:30 - 23:00 | 7:00 - 7:30    |
| 1997年 | 22:30 - 23:00 | 7:00 - 7:30    |
| 1998年 | 22:30 - 23:00 | 7:00 - 7:30    |
| 1999年 | 23:00 - 23:30 | 7:00 - 7:30    |
| 2000年 | 23:00 - 23:30 | 6:30 - 7:00    |
| 2001年 | 23:00 - 23:30 | 6:30 - 7:00    |
| 2002年 | 23:00 - 23:30 | 6:30 - 7:00    |
| 2003年 | 23:00 - 23:30 | 6:30 - 7:00    |
| 2004年 | 23:00 - 23:30 | 6:30 - 7:00    |
| 2005年 | 23:00 - 23:30 | 6:30 - 7:00    |
| 2006年 | 23:00 - 23:30 | 6:30 - 7:00    |
| 2007年 | 23:00 - 23:30 | 6:30 - 7:00    |
| 2008年 | 23:00 - 23:30 | 6:30 - 7:00    |
| 2009年 | 23:00 - 23:30 | 6:30 - 7:00    |
| 2010年 | 23:00 - 23:30 | 6:30 - 7:00    |
| 2011年 | 21:00 - 21:30 | 7:00 - 7:30    |
| 2012年 | 21:00 - 21:30 | 7:00 - 7:30    |
| 2013年 | 21:00 - 21:30 | 7:00 - 7:30    |
| 2014年 | 21:00 - 21:30 | 7:30 - 8:00    |
| 2015年 | 21:00 - 21:30 | 7:30 - 8:00    |
| 2016年 | 21:00 - 21:30 | 7:30 - 8:00    |
| 2017年 | 21:00 - 21:30 | 7:30 - 8:00    |
| 2018年 | 21:00 - 21:30 | 7:30 - 8:00    |
| 2019年 | 21:00 - 21:30 | 7:30 - 8:00    |
| 2020年 | 21:00 - 21:30 | 7:30 - 8:00    |
| 2021年 | 21:00 - 21:30 | 7:30 - 8:00    |
| 2022年 | 21:00 - 21:30 | 7:30 - 8:00    |
| 2023年 | 21:00 - 21:30 | 7:30 - 8:00    |
| 2024年 | 21:00 - 21:30 | 7:30 - 8:00    |

## 歴代オープニング・エンディング曲
| 放送年 | テーマ曲                                                  | テーマ曲                                            |
| 放送年 | オープニング                                              | エンディング                                        |
| ------ | --------------------------------------------------------- | --------------------------------------------------- |
| 2009年 | （不明）                                                  | しおり「僕らの海」                                  |
| 2010年 | （不明）                                                  | （不明）                                            |
| 2011年 | Jan9「まっすぐに」                                        | 川上ジュリア「ずっとここから」                      |
| 2012年 | Violent is Savanna「あの頃の僕ら」                        | しおり「You&Me」                                    |
| 2013年 | FoZZtone「Master of Tie Breaker」                         | しおり「一枚の写真」                                |
| 2014年 | 竹友あつき「未来ライン」                                  | 馬場俊英「最後まで」                                |
| 2015年 | Gacharic Spin「Don't Let Me Down」                        | 沼田浩正「Believe me」                              |
| 2016年 | ベリーグッドマン「ライオン」                              | 沼田浩正「君がいたから」                            |
| 2017年 | Over The Top「ビバ無我夢中」                              | Over The Top「ビバ無我夢中」                        |
| 2018年 | SAYbe.「カットバセ!」                                     | THE RAMPAGE from EXILE TRIBE「BREAKING THE ICE」    |
| 2019年 | ベリーグッドマン「夢のまた夢」                            | ベリーグッドマン「夢のまた夢」                      |
| 2020年 | 安斉かれん「僕らは強くなれる。」                          | 安斉かれん「僕らは強くなれる。」                    |
| 2021年 | 高橋美之「BLOOM」                                         | Pretty Ash「Believers」                             |
| 2022年 | MIYUKI feat. YaM-「あの夏、僕らを繋ぐ物語（ストーリー）」 | MACK JACK「心に太陽」 荒井麻珠「KOE」（応援ソング） |
| 2023年 | 高橋美之「キミはミラクル」                                | MACK JACK「アンセム」                               |
| 2024年 | 高橋美之「エール」                                        | ビバラッシュ「シェキラBANG-BANG!!」                 |
| 2025年 | 高橋美之「ベクトル」                                      | 代羽つかさ「青のフィロソフィー」                    |

### オープニング
- 2019年までは[いつから?]ヘッドライン形式の簡素なものであったが、2020年は埼玉工業大学人間社会学部情報社会学科の学生がアニメーションを[34]、埼玉県立草加東高等学校漫画研究部の生徒らがイラストを手掛けたオープニングが放送された。なお、2021年からは再びヘッドライン形式の簡素なものに戻った。

## 制作スタッフ
2025年
- スタジオ花提供/株式会社華蓮
- TD/大澤孝幸・石川久幸
- 音声/堀川貴則
- TK/酒井康佑
- ディレクター/西出拓也・永井大輔・臼渕誠・坂村晋吾・上沼隆広・柴田祐吾・宮居寿樹・熊倉啓太・間垣竜成・吉沢太希・中畑哲・原田快・中谷海優・植木美樹子
- プロデューサー/高山知恵・湯澤実久
- チーフプロデューサー/安藤邦哲
- CG/ARTROCK
- 技術/TAP
- 制作協力/A-on
- 制作・著作/テレビ埼玉

2024年
- スタジオ花提供/株式会社華蓮
- TD/中村平和
- VE/大日向茂
- 音声/巻渕怜士
- TK/柳澤知里
- ディレクター/西出拓也・臼渕誠・坂村晋吾・永井大輔・宮居寿樹・熊倉啓太・間垣竜成・中山隼生・酒井康佑・吉沢太希・中畑哲・原田快・中谷海優
- プロデューサー/高山知恵・湯澤実久
- チーフプロデューサー/安藤邦哲
- CG/ARTROCK
- 技術/TAP
- 制作協力/A-on
- 制作・著作/テレビ埼玉

2023年
- スタジオ花提供/株式会社華蓮
- TD/中村平和
- VE/大日向茂
- 音声/巻渕怜士
- TK/柳澤知里
- ディレクター/西出拓也・臼渕誠・坂村晋吾・永井大輔・宮居寿樹・熊倉啓太・間垣竜成・中山隼生・酒井康佑・吉沢太希・中畑哲
- プロデューサー/高山知恵・湯澤実久
- チーフプロデューサー/安藤邦哲
- CG/ARTROCK
- 技術/TAP
- 制作協力/A-on
- 制作・著作/テレビ埼玉

2022年
- スタジオ花提供/株式会社華蓮
- TD/大澤孝幸・石川久幸
- 音声/堀川貴則
- TK/柳澤知里
- ディレクター/西出拓也・臼渕誠・坂村晋吾・永井大輔・宮居寿樹・熊倉啓太・間垣竜成・中山隼生・酒井康佑・吉沢太希・中畑哲・小倉康範・柴田祐吾
- プロデューサー/高山知恵・湯澤実久
- チーフプロデューサー/安藤邦哲
- CG/ARTROCK
- 技術/TAP
- 制作協力/A-on
- 制作・著作/テレビ埼玉

2021年
- スタジオ花提供/株式会社華蓮
- TD/中村平和
- VE/今野吉徳
- 音声/梅原達也
- TK/柳澤知里
- ディレクター/月江尚弘・臼渕誠・坂村晋吾・西出拓也・永井大輔・宮居寿樹・熊倉啓太・間垣竜成・中山隼生・酒井康佑・吉沢太希・中畑哲・小倉康範
- プロデューサー/菊地安博・高山知恵・依田萌
- チーフプロデューサー/金子英介
- CG/ARTROCK
- 技術/TAP
- 制作協力/A-on
- 制作・著作/テレビ埼玉

2020年
- TD/大澤孝幸・石川久幸
- 音声/堀川貴則
- TK/柳澤知里
- ディレクター/月江尚弘・臼渕誠・坂村晋吾・西出拓也・永井大輔・宮居寿樹・熊倉啓太・間垣竜成・中山隼生・本澤貴史・酒井康佑・矢嶋愛
- プロデューサー/菊地安博・原田聡・高山知恵・依田萌
- チーフプロデューサー/金子英介
- CG/ARTROCK
- 技術/TAP
- 制作協力/A-on
- 制作・著作/テレビ埼玉

## 関連番組

### 夏の高校野球100回大会特別番組 熱夏の足跡
番組内容
2018年に全国高等学校野球選手権大会が100回を迎えることを記念し、過去の埼玉大会決勝戦にフォーカスした特別番組。テレビ埼玉が開局した1979年の第61回大会から2017年の第99回大会までの39年分の決勝戦の映像から、厳選した試合をダイジェストで放送。また、当時試合に出場していた選手へのインタビューも放送した。
放送時間
- 2018年5月14日〜6月15日 平日21:55 - 22:00

外部リンク
- 夏の高校野球100回大会特別番組「熱夏の足跡」-テレ玉-

| テレビ埼玉 平日21:55 - 22:00枠 | テレビ埼玉 平日21:55 - 22:00枠                                | テレビ埼玉 平日21:55 - 22:00枠 |
| 前番組                         | 番組名                                                        | 次番組                         |
| ------------------------------ | ------------------------------------------------------------- | ------------------------------ |
| ニュース930 ※21:30 - 22:00     | 夏の高校野球100回大会特別番組 熱夏の足跡 （5月14日〜6月15日） | ニュース930 ※21:30 - 22:00     |